# Zorzines gemina
Zorzines gemina är en fjärilsart som beskrevs av Katsumi Yazaki 1990. Zorzines gemina ingår i släktet Zorzines och familjen nattflyn. Inga underarter finns listade i Catalogue of Life.